# Ardmore (Pensilvania)
Ardmore es un lugar designado por el censo (en inglés, census-designated place, CDP) situado en los condados de Delaware y Montgomery, en Pensilvania, Estados Unidos. Según el censo de 2020, tiene una población de 13 566 habitantes.

## Geografía
La localidad está ubicada en las coordenadas 40°00′12″N 75°17′41″O / 40.00333, -75.29472 (40.003242, -75.294739).

## Demografía
Según la estimación 2019-2023 de la Oficina del Censo, los ingresos medios de los hogares de la localidad son de $115,273 y los ingresos medios de las familias son de $163,647. Los ingresos per cápita en los últimos doce meses, medidos en dólares de 2023, son de $75.111. Alrededor del 6.2% de la población está por debajo de la línea de pobreza.